# Chlorogomphus nasutus
Chlorogomphus nasutus är en trollsländeart. Chlorogomphus nasutus ingår i släktet Chlorogomphus och familjen kungstrollsländor.

## Underarter
Arten delas in i följande underarter:
- C. n. nasutus
- C. n. satoi